# Nabil Boukili
Nabil Boukili, né le 20 janvier 1985 à Oujda, est un homme politique Belge, membre du Parti du travail de Belgique (PTB).

## Biographie
Nabil Boukili a suivi des études à l'Université libre de Bruxelles. Il est agent de gardiennage aux musées royaux des Beaux-Arts de Belgique.
Il s'engage au sein du PTB lors de ses études.
Aux élections communales de 2018, il est élu conseiller communal de Forest.

### Député fédéral
Aux élections législatives fédérales de 2019, il est élu député à la Chambre des représentants. Il s'occupe des questions de justice et d'affaires étrangères au sein du groupe PTB.
Le 19 mars 2020, Boukili, de concert avec les groupes PTB, N-VA et Vlaams Belang à la Chambre des représentants, a voté contre la confiance au gouvernement Wilmès II,.
Le 24 février 2022, lors de la séance plénière à la Chambre des représentants, Nabil Boukili a exprimé la condamnation par son parti, le PTB, de l'invasion militaire russe en Ukraine depuis le 24 février. Il a appelé aux sanctions et a énuméré une série de décisions qui ont mené, selon lui, à la situation actuelle. Avec son parti, il s'est cependant abstenu lors du vote de la résolution « condamnant l'agression de l'Ukraine par la fédération de Russie ». Le 23 décembre 2021, le député estimait que « l'OTAN est la plus grande menace pour la paix dans le monde ».